# Димитър П. Димитров (генерал-лейтенант)
Вижте пояснителната страница за други личности с името Димитър Димитров (генерал).
 Димитър Панайотов Димитров е български офицер, генерал-лейтенант.

## Биография
Роден е на 16 август 1922 г. в Бунархисар, Турция. Завършва реална гимназия през 1941 г. По време на Втората световна война е отговорник на РМС за Бургас, като по това време е в нелегалност. През юли 1942 г. е осъден за антидържавна дейност като войник и лежи в затвора до януари 1943 г. На 15 септември 1943 г. става войник в 6-и дивизионен артилерийски полк. Остава в полка до 1 май 1944 г., когато става войник в трета гранична артилерийска група. Между 1 октомври 1944 и 15 януари 1945 г. е помощник-командир на артилерийски дивизион от първи гвардейски артилерийски полк. В периода 16 януари 1945 – 11 май 1947 г. е завежда политическото възпитание в артилерийско отделение на артилерийския полк на бронираната бригада. От 12 май същата година до 11 януари 1948 г. е заместник-командир по политическата част на същото отделение. От 12 януари до 23 ноември 1948 г. е заместник-командир по политическата част на танкова дружина в бронираната бригада. В част от времето е командирован в СССР. На 24 ноември 1948 г. е назначен за командир на рота в 36-и пехотен полк. Остава на този пост до 24 януари 1949 г. От 25 януари 1949 до 5 май 1950 г. учи във Военна академия в СССР. В периода 6 май 1950 – 17 юни 1951 учи във Военната академия в София. След като се завръща на 18 юни 1951 г. е назначен за временно изпълняващ длъжността началник на артилерийския тактически стрелкови комитет към Командването на артилерията на БНА. Остава на тази позиция до 22 октомври 1951 г., когато е назначен за началник на артилерийския тактически стрелкови комитет 14 август 1952 г.
Между 15 август и 30 ноември 1952 г. е началник на отдел „Бойна подготовка“ в Командването на артилерията. В периода 1 декември 1952 г. – 29 ноември 1954 г. е командир на артилерията на втора армия. На 30 ноември 1954 г. е назначен за заместник-командващ артилерията на българската армия до 13 ноември 1957 г. След това от 14 ноември 1957 г. отново е командващ артилерията на втора армия. Остава на този пост до 2 септември 1958 г. В периода 3 септември 1958 – 18 ноември 1960 г. е началник на щаба на артилерията в Командването на артилерията. От 19 ноември 1960 до 13 февруари 1961 г. е заместник-началник на Военната академия, отговарящ за учебната работа. От 14 февруари 1961 до 25 октомври 1961 г. командва зенитната артилерия към ПВО и ВВС. На 26 октомври 1961 г. е назначен за командващ Зенитно-ракетните войски (ЗРВ) и зенитната артилерия (ЗА) към ПВО и ВВС до 28 април 1962 г. В периода 29 април 1962 – 29 септември 1970 г. е заместник-командващ ПВО и ВВС, той и командващ ЗРВ и ЗА към ПВО и ВВС. На 30 септември 1970 г. е назначен за началник на Мобилизационно-плановото управление на Генералния щаб. Освободен е на 14 октомври 1985 г. От 15 октомври 1985 до 14 септември 1987 г. е началник на Инспектората на МО. От 15 септември 1987 г. е на разпореждане по щат 144-А до 31 март 1988 г. Излиза в запаса 1 април 1988 г.

## Военни звания
- капитан (31 октомври 1946)
- майор (1 януари 1950)
- подполковник (7 юли 1952)
- полковник (30 юни 1953)
- генерал-майор (8 септември 1966)[3]
- генерал-лейтенант (29 август 1969)[4]

## Образование
- Военна академия в СССР – 25 януари 1949 – 5 май 1950 г.
- Военна академия „Георги Раковски“ – 6 май 1950 – 17 юни 1951

## Награди
- Медал „За безупречна служба“ – II ст.
- „Червено знаме“
- „Народна република България“ – I ст.
- „9 септември 1944 г.“ – II и I ст. с мечове
- Медал „За храброст“ – IV ст.
- Медал „За храброст“ – II ст.